# Alexandra Beaton
Alexandra Beaton (Ontario, 5 dicembre 1994) è un'attrice e ballerina canadese, nota per il ruolo di Emily nella serie televisiva canadese The Next Step.

## Biografia
Nata in Ontario, è cresciuta nei pressi di Claremont insieme con i genitori e la sorella minore, Sophie. Sin dalla tenera età ha dimostrato interesse per il mondo della danza e dello spettacolo, tanto da cominciare a praticare balletto classico all'età di due anni e recitazione all'età di cinque anni. Mentre la sua formazione si è conclusa all'Università di Guelph, dove ha frequentato una facoltà di scienze politiche.

### Carriera
Ha debuttato nel mondo del cinema all'età di dodici anni, nel film 300, per poi proseguire con diverse pubblicità televisive.
Nel 2013 viene ingaggiata per il ruolo di Emily nella serie televisiva canadese The Next Step; questo personaggio è stato descritto da lei stessa come più "spocchioso" e "provocatorio" rispetto a quanto lei sia nella realtà. Sul set, rispetto ai colleghi, era l'unica ad aver avuto esperienze recitative alle spalle, difatti ha espresso come abbi sempre preferito svolgere le scene di recitazione, rispetto a quelle di danza.
Nel 2017 entra a far parte della webserie Spiral, nel ruolo di Emma, affiancando il collega di The Next Step Brennan Clost.
Nel 2019 partecipa al film televisivo The Cheerleader Escort e tre anni dopo, nel 2022, prende parte all'horror Bring It On: Cheer or Die, il settimo film della saga di Bring It On. Nello stesso anno recita al fianco di Mila Kunis, Finn Wittrock e Justine Lupe Nell nel film La ragazza più fortunata del mondo.

## Filmografia

### Cinema
- 300, regia di Zack Snyder (2006)
- Single per sempre? (Single All the Way), regia di Michael Mayer (2021)
- Bring It On: Cheer or Die, regia di Karen Lam (2022)
- La ragazza più fortunata del mondo (Luckiest Girl Alive), regia di Mike Barker (2022)

### Televisione
- The Next Step – serie TV, 134 episodi (2013-2020)
- Spiral – serie TV, 7 episodi (2017)
- Good Witch – serie TV, episodio 5x06 (2018)
- Il college delle escort (The Cheerleader Escort), regia di Alexandre Carrière – film TV (2019)
- For the Record – serie TV, episodio 1x02 (2020)
- The Hardy Boys – serie TV, 2 episodi (2020)
- Ride – serie TV, 6 episodi (2023)
- Overcompensating - L'inganno (Overcompensating) – serie TV, 5 episodi (2025)

### Cortometraggi
- Dumb Luck, regia di Jonathan Popalis (2015)
- The Ultimate Showdown, regia di Robert Bazzocchi e Tom Colford (2020)

## Doppiatrici italiane
Nelle versioni in italiano delle opere in cui ha recitato, Alexandra Beaton è stata doppiata da:
- Joy Saltarelli[8] in The Next Step[9]
- Ludovica Bebi[10] in Single per sempre?[11]
- Luisa D'Aprile[12] in La ragazza più fortunata del mondo[13]